# Прері-Ридж (Вашингтон)
Прері-Ридж (англ. Prairie Ridge) — переписна місцевість (CDP) в США, в окрузі Пірс штату Вашингтон. Населення — 12 288 осіб (2020).

## Географія
Прері-Ридж розташоване за координатами 47°8′40″ пн. ш. 122°8′22″ зх. д. / 47.14444° пн. ш. 122.13944° зх. д. (47.144334, -122.139326).  За даними Бюро перепису населення США в 2010 році переписна місцевість мала площу 10,68 км², з яких 10,59 км² — суходіл та 0,09 км² — водойми.

## Демографія
Згідно з переписом 2010 року, у переписній місцевості мешкали 11 464 особи в 3977 домогосподарствах у складі 3037 родин. Густота населення становила 1073 особи/км².  Було 4172 помешкання (391/км²).
Расовий склад населення:
| - 89,6 % — білих - 1,5 % — корінних американців - 1,5 % — азіатів - 1,0 % — чорних або афроамериканців - 0,3 % — вихідців з тихоокеанських островів - 2,0 % — осіб інших рас |

До двох чи більше рас належало 4,1 %. Частка іспаномовних становила 6,0 % від усіх жителів.
За віковим діапазоном населення розподілялося таким чином: 26,9 % — особи молодші 18 років, 66,3 % — особи у віці 18—64 років, 6,8 % — особи у віці 65 років та старші. Медіана віку мешканця становила 35,5 року. На 100 осіб жіночої статі у переписній місцевості припадало 107,0 чоловіків;  на 100 жінок у віці від 18 років та старших — 106,3 чоловіків також старших 18 років.
Середній дохід на одне домашнє господарство  становив 76 092 долари США (медіана — 73 901), а середній дохід на одну сім'ю — 77 707 доларів (медіана — 75 731). Медіана доходів становила 56 394 долари для чоловіків та 39 646 доларів для жінок. За межею бідності перебувало 10,4 % осіб, у тому числі 13,8 % дітей у віці до 18 років та 1,0 % осіб у віці 65 років та старших.
Цивільне працевлаштоване населення становило 5997 осіб. Основні галузі зайнятості: виробництво — 17,9 %, освіта, охорона здоров'я та соціальна допомога — 15,1 %, роздрібна торгівля — 14,8 %.